# Polysphincta albipes
Polysphincta albipes är en stekelart som beskrevs av Cresson 1880. Polysphincta albipes ingår i släktet Polysphincta och familjen brokparasitsteklar. Inga underarter finns listade i Catalogue of Life.